# ماکی، نیگاتا (نیشیکانبارا)
ماکی، نیگاتا (نیشیکانبارا) (به لاتین: Maki) یک منطقهٔ مسکونی در ژاپن است که در Hokuriku region واقع شده‌است. ماکی ۲۸٬۷۱۳ نفر جمعیت دارد.